# Shari Arison

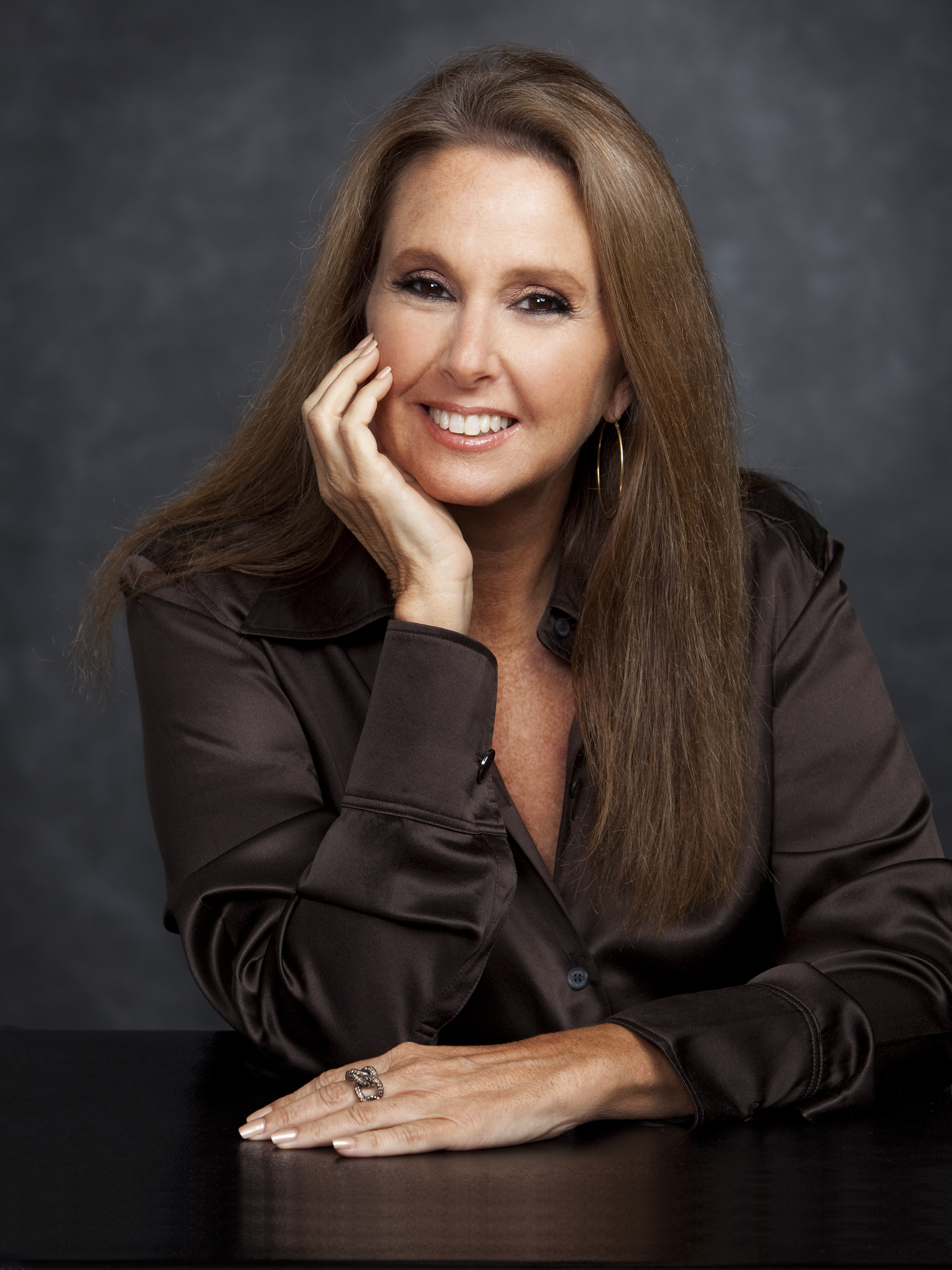
Shari Arison (2009)

Shari Arison (hebräisch שרי אריסון; * 1957 in New York) ist eine in Tel Aviv lebende, vor allem im Kreuzfahrtgeschäft tätige israelische Unternehmerin, Kinder- und Sachbuchautorin und Philanthropin. Sie ist Eigentümerin der Arison Group, die in der Verwaltung des Familienvermögens, Investment und Philanthropie tätig ist. Den Grundstock ihres Reichtums bildet ihr Erbteil von 35 Prozent des Vermögens ihres Vaters Ted Arison.

## Leben
Shari Arison ist die Tochter von Mina und Ted Arison. Sie wuchs in New York und Miami auf und zog 1966, nach der Scheidung ihrer Eltern, mit ihrer Mutter nach Israel. Nach dem High-School-Abschluss leistete sie in Israel den Militärdienst ab und studierte einige Semester an dem Miami-Dade-Communitity College in Miami, ohne dieses jedoch abzuschließen.
Mit einem Privatvermögen von 4,1 Mrd. US-Dollar (April 2023) war sie – laut Forbes – die achtreichste Person Israels und die reichste Frau des gesamten Nahen Ostens. Neben vielen anderen Investments hielt sie auch eine Sperrminorität an der Bank Hapoalim, der größten Bank in Israel. Die ursprünglichen 7,6 % Aktienanteilen hatte sie durch Verkäufe in zwei Tranchen, bis 2023 auf 4,88 % reduziert. Hiermit erlöste sie 1.336 Milliarden NIS.
2007 initiierte sie den Good Deads Day (deutsch: Tag der guten Taten), der mittlerweile in mehr als 100 Ländern begangen wird. An diesem Tag leisten Menschen weltweit ehrenamtliche Tätigkeiten. 2016 wurde sie von der Knesset mit der Medal of Light für ihr Engagement für Holocaust-Opfer ausgezeichnet.
Shari Arison ist dreimal geschieden und hat vier Kinder.

## Veröffentlichungen
- Einfach Gutes tun (Activate Your Goodness: Transforming the World Through Doing Good). Aus dem Englischen von Annette Charpentier, LEO, München 2014, ISBN 978-3-95736-028-1.